# Cosalá, Sinaloa
Cosalá, Sinaloa là thành phố ở bang Sinaloa, México.
Cosala có cự ly 155 km so với thủ phủ bang Culiacán. 
Theo kết quả điều tra dân số năm 2005 Viện Thống kê và Địa lý Mexico, dân số của Cosalá là 6.822 người, trong đó có 3.312 nam giới và 3.510 là nữ giới.

## Khí hậu
| Dữ liệu khí hậu của Cosalá (1951–2010)   | Dữ liệu khí hậu của Cosalá (1951–2010) | Dữ liệu khí hậu của Cosalá (1951–2010) | Dữ liệu khí hậu của Cosalá (1951–2010) | Dữ liệu khí hậu của Cosalá (1951–2010) | Dữ liệu khí hậu của Cosalá (1951–2010) | Dữ liệu khí hậu của Cosalá (1951–2010) | Dữ liệu khí hậu của Cosalá (1951–2010) | Dữ liệu khí hậu của Cosalá (1951–2010) | Dữ liệu khí hậu của Cosalá (1951–2010) | Dữ liệu khí hậu của Cosalá (1951–2010) | Dữ liệu khí hậu của Cosalá (1951–2010) | Dữ liệu khí hậu của Cosalá (1951–2010) | Dữ liệu khí hậu của Cosalá (1951–2010) |
| Tháng                                    | 1                                      | 2                                      | 3                                      | 4                                      | 5                                      | 6                                      | 7                                      | 8                                      | 9                                      | 10                                     | 11                                     | 12                                     | Năm                                    |
| ---------------------------------------- | -------------------------------------- | -------------------------------------- | -------------------------------------- | -------------------------------------- | -------------------------------------- | -------------------------------------- | -------------------------------------- | -------------------------------------- | -------------------------------------- | -------------------------------------- | -------------------------------------- | -------------------------------------- | -------------------------------------- |
| Cao kỉ lục °C (°F)                       | 44.0 (111.2)                           | 42.0 (107.6)                           | 44.0 (111.2)                           | 43.0 (109.4)                           | 43.0 (109.4)                           | 43.0 (109.4)                           | 41.0 (105.8)                           | 40.0 (104.0)                           | 40.0 (104.0)                           | 45.0 (113.0)                           | 43.0 (109.4)                           | 43.0 (109.4)                           | 45.0 (113.0)                           |
| Trung bình ngày tối đa °C (°F)           | 28.1 (82.6)                            | 30.2 (86.4)                            | 32.9 (91.2)                            | 35.6 (96.1)                            | 37.3 (99.1)                            | 36.5 (97.7)                            | 33.8 (92.8)                            | 33.2 (91.8)                            | 32.9 (91.2)                            | 32.9 (91.2)                            | 31.3 (88.3)                            | 28.3 (82.9)                            | 32.8 (91.0)                            |
| Trung bình ngày °C (°F)                  | 19.3 (66.7)                            | 20.3 (68.5)                            | 22.2 (72.0)                            | 24.9 (76.8)                            | 27.3 (81.1)                            | 29.4 (84.9)                            | 28.2 (82.8)                            | 27.8 (82.0)                            | 27.5 (81.5)                            | 26.0 (78.8)                            | 22.5 (72.5)                            | 20.0 (68.0)                            | 24.6 (76.3)                            |
| Tối thiểu trung bình ngày °C (°F)        | 10.4 (50.7)                            | 10.4 (50.7)                            | 11.6 (52.9)                            | 14.3 (57.7)                            | 17.3 (63.1)                            | 22.2 (72.0)                            | 22.7 (72.9)                            | 22.4 (72.3)                            | 22.2 (72.0)                            | 19.1 (66.4)                            | 13.7 (56.7)                            | 11.6 (52.9)                            | 16.5 (61.7)                            |
| Thấp kỉ lục °C (°F)                      | 3.0 (37.4)                             | 1.0 (33.8)                             | 3.0 (37.4)                             | 4.0 (39.2)                             | 9.0 (48.2)                             | 15.0 (59.0)                            | 15.0 (59.0)                            | 15.0 (59.0)                            | 13.5 (56.3)                            | 5.0 (41.0)                             | 4.0 (39.2)                             | 3.0 (37.4)                             | 1.0 (33.8)                             |
| Lượng Giáng thủy trung bình mm (inches)  | 24.6 (0.97)                            | 13.9 (0.55)                            | 10.3 (0.41)                            | 5.1 (0.20)                             | 5.4 (0.21)                             | 117.7 (4.63)                           | 293.3 (11.55)                          | 257.6 (10.14)                          | 185.5 (7.30)                           | 84.2 (3.31)                            | 34.1 (1.34)                            | 52.0 (2.05)                            | 1.083,7 (42.67)                        |
| Số ngày giáng thủy trung bình (≥ 0.1 mm) | 2.0                                    | 1.1                                    | 0.8                                    | 0.4                                    | 0.4                                    | 5.3                                    | 17.6                                   | 16.3                                   | 11.8                                   | 3.6                                    | 1.7                                    | 3.3                                    | 64.3                                   |
| Nguồn: Servicio Meteorológico Nacional   |                                        |                                        |                                        |                                        |                                        |                                        |                                        |                                        |                                        |                                        |                                        |                                        |                                        |